# Juan Carlos Fábrega
Juan Carlos Fábrega (Mendoza, 10 de enero de 1949) es un funcionario bancario argentino. Ingresó en el Banco de la Nación Argentina en 1969, donde trabajó casi 45 años. Recorrió sucursales y cargos técnicos hasta llegar, en 2003, a la gerencia general. En 2010, su pliego fue aprobado por 56 senadores –solo una abstención–con apoyó y elogios opositores a su trayectoria y su “conocimiento del sistema financiero"
Llegó a presidir la institución en 2010.
El 18 de noviembre de 2013, en el marco de un reordenamiento del equipo económico del gobierno, fue nombrado presidente del Banco Central de la República Argentina en sustitución de Mercedes Marcó del Pont, un cambio que fue saludado por varios agentes económicos.
A partir de 2014, Fábrega dio inicio a una política de contracción monetaria para reducir la inflación. Asimismo, impulsó medidas para que los bancos liquiden sus reservas en divisas, permitiendo el crecimiento del nivel de reservas del BCRA tras la fuerte caída de las mismas en 2013 que terminó perforando el piso de los US$ 30.000 millones. Otra clave fundamental fue permitir una fuerte devaluación del peso respecto al dólar estadounidense, pasando de cambiarse por $ 6,50 a $ 7,75 en enero de 2014.
El resultado fue la absorción de más de $ 75.000 millones y la compra de más de US$ 1000 millones, dejando las reservas internacionales del BCRA en 28.700 millones de dólares a principios de junio, por encima del objetivo de US$ 28.000 M que Fábrega reconoció en mayo de 2014.
En tanto, la inflación comenzó a desacelerarse en la primera mitad del año luego de alcanzar el máximo de 3,7% mensual para enero de 2014 con el nuevo IPCNu, alcanzando el 1,8% mensual para abril del mismo año.
Tras poco más de diez meses de gestión, el 1 de octubre de 2014 Fábrega presentó su renuncia a la presidencia del BCRA, la que fue aceptada por la presidenta Cristina Fernández de Kirchner, siendo reemplazado por Alejandro Vanoli, quien hasta el momento ejercía la presidencia de la Comisión Nacional de Valores de Argentina.